# Рейнгбальд, Берта Михайловна
Берта Михайловна (Моисеевна) Рейнгбальд (21 октября (2 ноября) 1897, Одесса — 19 октября 1944, там же) — украинская советская пианистка и музыкальный педагог.

## Биография
Родилась в Одессе, в семье инженера-электрика Моисея (Михаила) Абрамовича Рейнгбальда, уроженца Симферополя, выпускника слесарного отделения Еврейского ремесленного училища общества «Труд» и Дрезденского политехникума. Мать — Гитл Шерман, уроженка Одессы. Семья жила в доме № 7 (позднее № 9) по Успенской улице.
Училась в Одесской консерватории у Брониславы Дронсейко-Миронович и Эсфири Чернецкой-Гешелин (1890—1922). Изредка выступала с фортепианными концертами в Одессе, но основную известность приобрела своей преподавательской деятельностью в музыкальной школе Столярского и одновременно в Одесской консерватории (с 1933 г. профессор, с 1938 г. заведующая кафедрой специального фортепиано). Была главным наставником Эмиля Гилельса. Среди учеников Рейнгбальд в разное время были также Оскар Фельцман, Исидор Зак, Берта Маранц, Людмила Ваверко, Мария Гринберг, Зара Левина, Берта Козель, Татьяна Гольдфарб, Генриетта Мирвис, Вера Хорошина, Людмила Финкельштейн (в замужестве Сосина), Рика Минкус, Мери Лебензон и другие известные музыканты. За свою педагогическую деятельность была награждена орденом Трудового Красного Знамени (1937).
В годы Великой Отечественной войны оказалась в эвакуации в Ташкенте и преподавала в эвакуированной туда Ленинградской консерватории. Переболела сыпным тифом. Сын Алик после окончания Томского артиллерийского училища был отправлен на фронт и тяжело контужен. После освобождения Одессы немедленно отправилась туда, несмотря на приглашения в Ленинградскую консерваторию и московский Институт Гнесиных. Была назначена директором музыкальной школы Столярского.
Покончила с собой, выбросившись с лестничной клетки четвёртого этажа в доме горжилуправления, — в значительной мере из-за безуспешных попыток получить жильё.
В 1974 году Эмиль Гилельс дал в Одессе специальный концерт к 30-летию её смерти.
Принимала участие в организации Молдавской консерватории в Кишинёве (1940). Была депутатом Одесского горсовета трёх созывов и депутатом Одесского облсовета (1939).

## Награды
- Орден Трудового Красного Знамени (03.06.1937) — за выдающиеся заслуги в области подготовки музыкальных кадров

## Семья
Первый муж Б. М. Рейнгбальд был врачом.
- Сын — Алекс (Алик) Рубинштейн (1922, Одесса — 1993, Лос-Анджелес), виолончелист, выпускник МПИ им. Гнесиных по классу С. Козолупова; выступал в Государственном симфоническом оркестре кинематографии и в оркестре Эдди Рознера, в 1978 году эмигрировал в США[5].
- Муж (с 1935 года) — музыкальный педагог Витольд Платонович Португалов[6].
- У Б. М. Рейнгбальд были три сестры: Антонина (1895), Софья (1901–1993), Генриэтта (1899–1961). Софья, танцовщица и преподаватель танца в музыкальной школе Столярского[7], была замужем за известным одесским инфекционистом  Александром Абрамовичем Гринфельдом; последние двадцать лет жизни жила в Калифорнии. Брат — Наум Мовшович (Михайлович) Рейнгбальд (1899—), скрипач (последние годы жизни в Москве — бродячий музыкант), репрессирован (1935)[8].
- Дядя — Вульф Абрамович Рейнгбальд (также Вольф и Владимир Абрамович; 1861—1941), художник, выпускник Императорской Академии художеств в Петербурге, преподавал рисование и чистописание в одесском еврейском частном училище первого разряда И. Гефена, еврейском девичьем училище, двухклассном казённом еврейском училище, затем в собственной школе рисования и черчения на Тираспольской улице, 10 и площади Кондратенко, 2 (среди его учеников И. М. Гурвич и И. С. Назарьян-Назаров). Участник выставок Товарищества южнорусских художников (ТЮРХ, 1890), Одесской рисовальной школы (1900), Общества им. К. К. Костанди в Одессе. Берта Рейнгбальд, её брат и сёстры воспитывались в семье дяди после тяжёлой болезни отца.